# Манзий, Савва Филимонович
Савва Филимонович Манзий (укр. Сава Філімонович Манзій; 22 декабря 1913, с. Осиевка, Подольской губернии — 5 октября 2008, Киев) — украинский и советский учёный в области сравнительной морфологии, зоолог и анатом, педагог, доктор биологических наук, профессор. Почëтный член кафедры анатомии сельскохозяйственных животных
им. академика В. Г. Касьяненко.

## Биография
Родился в бедной крестьянской семье. После окончания семилетней школы, затем до 1933 учился в Красносельском зоотехникуме. Работал районным госинспектором по коневодству, был ответственным за подготовку и сдачу лучших коней РККА.
Продолжил учёбу в 1934 году в Киевском ветеринарно-зоотехническом институте, который окончил с отличием. Был оставлен работать на кафедре анатомии — старшим лаборантом, ассистентом.
Осенью 1939 года призван в ряды Красной Армии. Службу проходил ветврачом в 71-м кавалерийском полку в г. Кирсанове Тамбовской области.
Участник Великой Отечественной войны. После расформирования полка, ветврачей-кавалеристов разослали по разным частям. С. Манзий попал в 606-й гаубичный артиллерийский полк 120-й стрелковой дивизии на должность начальника передового ветеринарного пункта первого артдивизиона. В 1942 году получил первое офицерское звание — гвардии капитана ветеринарной службы и был переведен на должность младшего ветврача. С 1943 года — старший ветврач. Далее проходил службу в должности начальника лечебного отдела дивизионного лазарета, начальника лечебного отделения 311 фронтового ветлазарета 1-го Украинского фронта. Окончил войну в звании майора ветеринарной службы, служил в Австрии.
По возвращении в Киев С. Манзий с 1947 работал в Институте зоологии АН УССР ассистентом В. Г. Касьяненко. Защитил кандидатскую и докторскую диссертации. Работал заместителем директора института по научной работе.
С 1963 года руководил отделом эволюционной морфологии позвоночных, возглавлял секцию зоологической биомеханики. По совместительству в 1957—1958 годах работал на ветеринарном факультете Украинской сельскохозяйственной академии. В 1970—1980 годах читал лекции на кафедре зоологии Киевского университета.
В 1964 году создал первую в СССР сравнительно-морфологическую лабораторию бионики. Был заместителем редактора журнала «Вестник зоологии» и единственным морфологом от СССР в редколлегии международного журнала «Zoologische Jahrbucher», выходящем в Германии (Лейпциг).
Внëс весомый вклад в сравнительную, функциональную и эволюционную морфологию позвоночных. Опубликовал около 220 работ, которые стали новым и значительным вкладом в науку. Воспитал 15 кандидатов и 4 докторов наук.
Похоронен в Киеве на Байковом кладбище.

## Награды
За боевые и трудовые заслуги удостоен многих наград, в том числе 
орденов
- «Красной звезды» (1944),
- «Знак почёта» (1976),
- «Отечественной войны» II степени, (1985),

медалей и наградных знаков
- «За боевые заслуги» (1942),
- «За победу над Германией» (1945),
- «50 лет вооружённых сил СССР» (1969),
- «За доблестный труд» (1970),
- «30 лет освобождения Ровно» (1974),
- «60 лет вооружённых сил СССР» (1978),
- «40 лет победы под Москвой» (1981),
- «Ветеран труда» (1984),
- «40 лет встречи на Эльбе» (1986),
- «1500 лет Киева» (1989),
- «50 лет освобождения Киева» (1994),
- «50 лет победы в Великой Отечественной войне» (1995),
- «80 лет вооружённых сил СССР» (1997),
- «Маршал Жуков» (1998),
- «За оборону Москвы» (1999).

Удостоен «Почётной грамоты президиума Верховного Совета УССР» (1982), а также многих нагрудных знаков («Ветеран 6-й гвардейской стрелковой дивизии», «Ветеран 13-й армии») и др.